# كينه ورس (أبهررود)
کینه ورس (بالفارسية: کینه ورس) هي قرية تقع في إيران في قسم أبهررود الریفي. يقدر عدد سكانها بـ 647 نسمة بحسب إحصاء 2016.